# Mistrzostwa Europy w Wioślarstwie 1962
52. Mistrzostwa Europy w Wioślarstwie (kobiet) odbyły się w dniach 17–19 sierpnia 1962 r. we wschodnioniemieckim Berlinie (po raz 2. w historii). Zgodnie z programem mistrzostw rozegrano 5 konkurencji wioślarskich (wyłącznie dla kobiet). Zawodniczki rywalizowały na pobliskim jeziorze Langer See (rozlewisko rzeki Dahme) w dzielnicy Grünau. 

## Medalistki
| Konkurencja                        | Złoto | Czas   | Srebro | Czas   | Brąz | Czas   | Źródło      |
| ---------------------------------- | --- | ------ | --- | ------ | --- | ------ | ----------- |
| W1x (jedynka)                      | Alena Postlová | 4:17.0 | Penny Chuter | 4:20.9 | Galina Samorodowa | 4:25.1 | [ 2 ]       |
| W2x (dwójka podwójna)              | ZSRR Walentina Kalegina · Galina Samorodowa | 4:08.1 | NRD Brigitte Münch · Ursula Pankraths | 4:08.4 | Węgry Erzsébet Mózer · Mária Pekanovits | 4:09.8 | [ 3 ] [ 4 ] |
| W4x+ (czwórka podw. ze sternikiem) | ZSRR Ludmiła Susłowa · Nelli Czernowa · Aino-Eliise Pajusalu · Nina Polakowa · Walentina Timofiejewa (sternik)                                                                              | 3:43.3 | NRD Veronika Neumann · Hannelore Göttlich · Monika Sommer · Helga Kolbe · Christa Böhm (sternik)                                                                    | 3:47.4 | Rumunia Florica Ghiuzelea · Emilia Rigard · Ana Tamaș · Iuliana Bulugioiu · Ștefania Borisov (sternik)                                                                                 | 3:49.4 | [ 5 ] [ 4 ] |
| W4+ (czwórka ze sternikiem)        | Rumunia Florica Ghiuzelea · Emilia Rigard · Ana Tamaș · Iuliana Bulugioiu · Ștefania Borisov (sternik)                                                                                      | 4:03.1 | ZSRR Walentina Tieriechowa · Nadieżda Tubierosowa · Ełła Siergiejewa · Nina Szamanowa · Walentina Timofiejewa (sternik)                                             | 4:05.2 | NRD Hilde Amelang · Ingrid Graf · Brigitte Rintisch · Marianne Mewes · Elfriede Boetius (sternik)                                                                                      | 4:13.8 | [ 6 ] [ 4 ] |
| W8+ (ósemka)                       | ZSRR Nina Korobkowa · Wiera Riebrowa · Nonna Piecernikowa · Lidija Zontowa · Lubow Isajewa · Walentina Sirsikowa · Zinaida Korotowa · Nadieżda Goncarowa · Walentina Dobrodiejewa (sternik) | 3:32.0 | NRD Erika Kretschmer · Helga Ammon · Brigitte Amm · Ute Gabler · Hanna Vesper · Christiane Münzberg · Barbara Reichel · Christa Schollain · Carla Frister (sternik) | 3:35.7 | Czechosłowacja Jana Brůžová · Věra Šmalclová · Věnceslava Pekárková · Jana Psotová · Jana Knířová · Jitka Šlezingerová · Ludmila Zartová · Milena Kafková · Eliška Hledíková (sternik) | 3:37.3 | [ 7 ] [ 4 ] |

## Klasyfikacja medalowa
| Miejsce | Reprezentacja   | Złoto | Srebro | Brąz | Razem |
| ------- | --------------- | ----- | ------ | ---- | ----- |
| 1.      | ZSRR            | 3     | 1      | 1    | 5     |
| 2.      | Czechosłowacja  | 1     | 0      | 1    | 2     |
| 2.      | Rumunia         | 1     | 0      | 1    | 2     |
| 4.      | NRD             | 0     | 3      | 1    | 4     |
| 5.      | Wielka Brytania | 0     | 1      | 0    | 1     |
| 6.      | Węgry           | 0     | 0      | 1    | 1     |
| Razem   | Razem           | 5     | 5      | 5    | 15    |